# Campeonato Mundial de Esgrima de 1933
El XI Campeonato Mundial de Esgrima se celebró en Budapest (Hungría) en 1933 bajo la organización de la Federación Internacional de Esgrima (FIE) y la Federación Húngara de Esgrima.

## Medallistas

### Masculino
| Evento              | Oro | Plata                                                                                     | Bronce                                                                                              |
| ------------------- | --- | ----------------------------------------------------------------------------------------- | --------------------------------------------------------------------------------------------------- |
| Florete individual  | Gioacchino Guaragna Italia                                                                                    | Giulio Gaudini Italia                                                                     | John Emrys Lloyd Reino Unido                                                                        |
| Florete por equipos | Giorgio Bocchino Manlio Di Rosa Gioacchino Guaragna Giorgio Macerata Giuliano Nostini Saverio Ragno Italia    | Ernst Baylon · Richard Brünner · Kurt Ettinger · Josef Losert · Hans Lyon · Austria       | Sándor Gözsy János Hajdú József Hátszeghy Ottó Hátszeghy Lajos Maszlay Egon Meszlényi Hungría       |
| Espada individual   | Georges Buchard Francia                                                                                       | Saverio Ragno Italia                                                                      | Bernard Schmetz Francia                                                                             |
| Espada por equipos  | Giancarlo Brusati Giancarlo Cornaggia-Medici Renzo Minoli Saverio Ragno Franco Riccardi Mario Visconti Italia | Georges Buchard Jacques Coutrot Louis Prat Paul Rousset Bernard Schmetz Francia           | Raul Årmann · Curt Dahlgren · Hans Drakenberg · Gustaf Dyrssen · Bo Lindman · Sven Thofelt · Suecia |
| Sable individual    | Endre Kabos Hungría                                                                                           | Gustavo Marzi Italia                                                                      | Giulio Gaudini Italia                                                                               |
| Sable por equipos   | Aladár Gerevich György Piller Endre Kabos Pál Kovács Lajos Maszlay László Rajcsányi Antal Zirczy Hungría      | Giulio Gaudini Gustavo Marzi Vincenzo Pinton Emilio Salafia Silvio Turchi Ugo Ughi Italia | Charles de Beaumont Craven Hohler John Emrys Lloyd Arthur Pilbrow Oliver Trinder Reino Unido        |

### Femenino
| Evento              | Oro                                                    | Plata                                                                                    | Bronce                                                                                           |
| ------------------- | ------------------------------------------------------ | ---------------------------------------------------------------------------------------- | ------------------------------------------------------------------------------------------------ |
| Florete individual  | Gwendoline Neligan Reino Unido                         | Erna Bogáti Hungría                                                                      | Mitzi With Dinamarca                                                                             |
| Florete por equipos | Erna Bogáti Margit Dany Ilona Elek Margit Elek Hungría | Elizabeth Carnegy-Arbuthnott Mary Geddes Heather Guinness Gwendoline Neligan Reino Unido | Grete Friedmann · Elisabeth Grasser · Minna Kastner · Anni Roth · Frieda von Gregurich · Austria |

## Medallero
| Núm. | País        | Oro | Plata | Bronce | Total |
| ---- | ----------- | --- | ----- | ------ | ----- |
| 1    | Italia      | 3   | 4     | 1      | 8     |
| 2    | Hungría     | 3   | 1     | 1      | 5     |
| 3    | Reino Unido | 1   | 1     | 2      | 4     |
| 4    | Francia     | 1   | 1     | 1      | 3     |
| 5    | Austria     | 0   | 1     | 1      | 2     |
| 6    | Dinamarca   | 0   | 0     | 1      | 1     |
| 6    | Suecia      | 0   | 0     | 1      | 1     |
|      | TOTAL       | 8   | 8     | 8      | 24    |